# Candiana

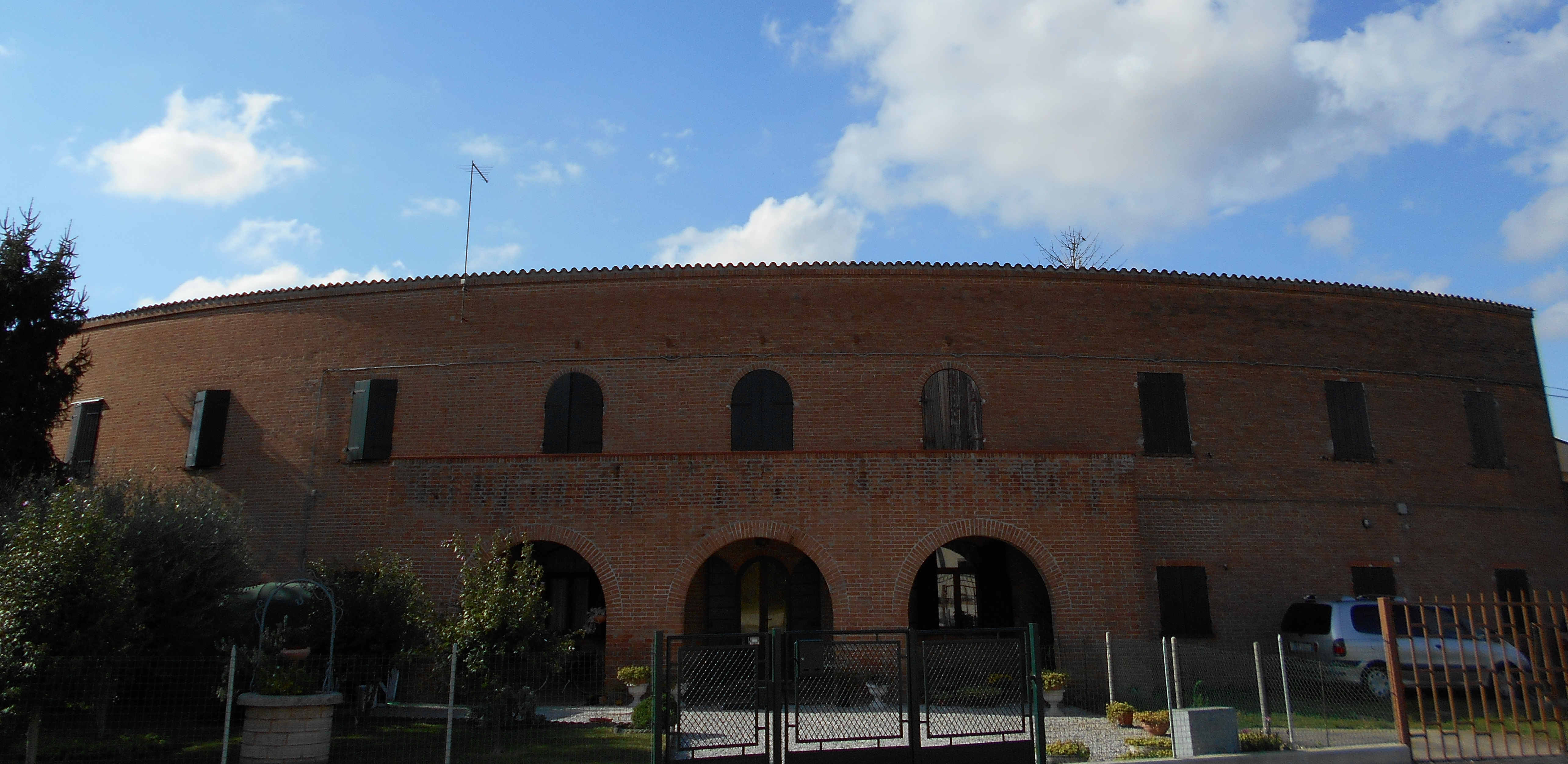
Borgo Littorio, Quirino De Giorgio

Candiana (Candiana in veneto) è un comune italiano di 2 169 abitanti della provincia di Padova in Veneto, situato a sud del capoluogo di provincia.

## Origini del nome
Secondo la fantasia popolare il nome Candiana dovrebbe derivare da Campus Dianæ, ossia "campo di Diana", leggenda vuole che la dea sia andata a cacciare in queste terre. Secondo altri racconti (ancor meno attendibili), il centro sarebbe stato fondato da un gruppo di persone fuggite dall'isola greca di Candia (l'odierna Creta). In realtà ambo le teorie sono infondate, attualmente «Sembra più credibile l'ipotesi che il toponimo derivi dal nome proprio Candidus più il suffisso ana (che starebbe a indicare, genericamente, "villaggio" o "fattoria")».

## Storia

### Simboli
Lo stemma adottato dal comune si può blasonare:
Il disegno dello stemma risale agli anni 1933-1943 e la richiesta per la sua ufficializzazione è stata presentata nel 1982, ma la pratica non è andata a buon fine a causa di alcune osservazioni da parte dell'Ufficio Araldico della Presidenza del Consiglio dei Ministri.
Il contadino con l'aratro trainato dai buoi sottolinea l'economia rurale del luogo e il lavoro di bonifica dei terreni strappati alle paludi.
Le tre spighe di grano sono riprese dal blasone della nobile famiglia veneziana dei Garzoni (d'azzurro, a tre spighe d'oro, poste a ventaglio, uscenti dal monte all'italiana di tre cime dello stesso, movente dalla punta) che nel Cinquecento fece erigere in frazione Pontecasale, una sontuosa villa.
Il gonfalone in uso è un drappo di azzurro.

## Monumenti e luoghi d'interesse
Tutto il centro abitato si evolve attorno al duomo di San Michele Arcangelo, del 1493-1502 (architetto Lorenzo da Bologna) attorniato dall'ex monastero prima benedettino quindi passato ai canonici regolari di Sant'Agostino, dal 1462. La chiesa da molti viene chiamata "cattedrale di campagna" sia per la monumentalità dell'edificio che per le opere di Michelangelo Morlaiter, di Gerolamo Mengozzi-Colonna, le statue di Giovanni Bonazza, in esso contenute. Gli Agostiniani del monastero di Candiana furono anche artefici della sistemazione agraria del territorio da loro posseduto con la costruzione di numerose case rurali per i fittavoli, databili dal XVI-XVII secolo, molte delle quali ancora esistenti. Il monastero fu soppresso nel 1783 e la proprietà acquistata dalla famiglia Albrizzi. La prima chiesa e relativo monastero sono stati fondati in data 3 novembre 1097 per volontà di Cono da Calaone.
Del 1938 è la riqualificazione urbanistica del centro di Candiana ad opera del famoso architetto Quirino De Giorgio (conosciuto a Padova per i suoi cinema Altino e Quirinetta). De Giorgio è incaricato di progettare diversi edifici tra cui il municipio, la casa del Fascio, il laboratorio di tessitura e filatura e il borgo littorio (oggi via Borgo) che si stende lungo un chilometro di strada dove sorgono 24 edifici rurali. Questi edifici, seppur pesantemente rimaneggiati con gli anni, presentano ancora l'originale impianto planimetrico.

## Società

### Evoluzione demografica
Abitanti censiti

### Religione
La festa del patrono comunale è riconosciuta ad anni alterni: negli anni pari si festeggia san Michele arcangelo e in quelle dispari san Leonardo di Limoges.

## Cultura
Le strutture scolastiche statali sono: scuola materna, elementare e media. 
Candiana ha una biblioteca comunale. Esistono anche alcune associazioni culturali-ricreative.

## Geografia antropica

### Frazioni
- Pontecasale: vi si trova Villa Garzoni, del XVI secolo, progettata dall'architetto Jacopo Sansovino. Oltre alla villa è inoltre possibile visitare la loggetta, la chiesa di San Leonardo e Villa Renier.

## Economia
L'attività economica predominante è l'agricoltura, affiancata in tempi più recenti da alcune attività artigianali.